# Chang-Sat Bangkok Open 2010 2
Il Chang-Sat Bangkok Open 2010 2 è un torneo professionistico di tennis maschile giocato sul cemento, che faceva parte dell'ATP Challenger Tour 2010. Si è giocato a Bangkok in Thailandia dal 20 al 26 settembre 2010.

## Partecipanti

### Teste di serie
| Nazionalità | Giocatore        | Ranking* | Testa di serie |
| ----------- | ---------------- | -------- | -------------- |
| Brasile     | Ricardo Mello    | 75       | 1              |
| Belgio      | Olivier Rochus   | 79       | 2              |
| Stati Uniti | Michael Russell  | 84       | 3              |
| Giappone    | Gō Soeda         | 110      | 4              |
| Belgio      | Steve Darcis     | 117      | 5              |
| Australia   | Peter Luczak     | 126      | 6              |
| Croazia     | Ivan Dodig       | 133      | 7              |
| Germania    | Denis Gremelmayr | 140      | 8              |

- Ranking al 13 settembre 2010.

### Altri partecipanti
Giocatori che hanno ricevuto una wild card:
- Weerapat Doakmaiklee
- Peerakiat Siriluethaiwattana
- Danai Udomchoke
- Kittipong Wachiramanowong

Giocatori passati dalle qualificazioni:
- Ryler DeHeart
- Peter Gojowczyk
- Frederik Nielsen
- James Ward
- Yuki Bhambri (lucky loser)
- Alex Bogomolov Jr. (lucky loser)
- Gong Maoxin (lucky loser)
- Nick Lindahl (lucky loser)
- Sebastian Rieschick (lucky loser)
- Yang Tsung-hua (lucky loser)

## Campioni

### Singolare
Grigor Dimitrov ha battuto in finale  Aleksandr Kudrjavcev con il punteggio di 6–4, 6–1

### Doppio
Sanchai Ratiwatana /  Sonchat Ratiwatana hanno battuto in finale  Frederik Nielsen /  Yūichi Sugita con il punteggio di 6–3, 7–5